# Sport Association Ukraina
La Sport Association Ukraina, conosciuta semplicemente come Montréal Ukraina, è una squadra canadese di calcio con sede a Montréal.

## Storia
Lo Sport Association Ukraina venne fondato a Montréal nel 1949 come espressione della locale comunità ucraina.
Nel 1957 l'Ukraina vinse il suo primo trofeo nazionale, la Challenge Trophy.
La squadra militò nei campionati locali di Montréal e del Québec, iscrivendosi nella stagione 1959 alla NSL. L'Ukraina chiuse il torneo al decimo posto, non riuscendo a qualificarsi per i playoff per il titolo. La stagione seguente venne chiusa all'undicesimo posto.
Ritornò a militare in un campionato extra-provinciale nella stagione 1963, quando si iscrisse alla Eastern Canada Professional Soccer League. L'Ukraina ottenne il quinto posto finale, non riuscendo a qualificarsi per i playoff per il titolo.
L'Ukraina tornò a giocare nella NSL nella stagione 1964, chiudendo il torneo all'ottavo e ultimo posto.
Successivamente tornò a giocare nei campionati locali di Montréal e del Québec. Tra i giocatori più importanti che hanno militato con i rossoneri si possono ricordare i nazionali statunitensi Walter Chyzowych e Zenon Snylyk e il nazionale canadese Ostap Steckiw, tutti di stirpe ucraina.